# Ivan Sproule
Ivan Sproule (* 18. Februar 1981 in Castlederg, Nordirland) ist ein ehemaliger nordirischer Fußballspieler.

## Spielerkarriere
Sproule, ein Flügelspieler, kam spät zum Profi-Fußball. Seine Karriere begann bei Omagh Town FC und dem Institute FC, beides halb-professionelle Vereine in der nordirischen Liga. Gleichzeitig arbeitete er als Ingenieur. Der schottische Fußballverein Hibernian lud ihn im Januar 2005 zu einem Probetraining ein. Er beeindruckte den Manager Tony Mowbray und unterschrieb einen Vertrag bis zum Ende der Saison. Seinen Beruf als Ingenieur gab er auf.
Sproule erzielte eines der drei Tore des 3:1-Siegs über Celtic Glasgow, das deren Titelträume zerstörte. Daraufhin wurde ihm ein höherdotierter Zwei-Jahres-Vertrag angeboten, den er unterzeichnete.
Im August 2005 füllte Sproule die Schlagzeilen, als er die Rangers im Alleingang mit einem Hattrick bezwang und in der folgenden Woche zum ersten Mal in den Kader der nordirischen Nationalmannschaft berufen wurde. Er kam im 1:0-Sieg Nordirlands über England im Windsor Park zu seinem Debüt in der Nationalmannschaft.
Im Februar 2006 war Sproule am Ausscheiden der Glasgow Rangers aus dem schottischen Pokal mit einem Tor beim 3:0-Sieg beteiligt. Außerdem bereitete ein weiteres Tor vor.
Sein Name wurde von den Hibernian-Fans oft mit „He's here, he's there, he's every-fucking-where“ (etwa: „Er ist hier, er ist da, er ist verdammt noch mal überall“) besungen, eine Anspielung auf seine unglaubliche Geschwindigkeit.
In seinem ersten Länderspiel für Nordirland gegen Estland am 1. März 2006 hatte er seine erste Ballberührung bereits in der zweiten Spielminute und erzielte das einzige Tor des Spiels.
Im letzten Spiel Nordirlands gegen Estland sangen die nordirischen Fans „And I can't help falling in love with Sproule“ (etwa: „Und ich kann nicht anders als mich in Sproule zu verlieben“) nach seinem ersten Tor auf der internationalen Bühne.
In der Saison 2007/08 wechselte Sproule für 500.000 englische Pfund von den Hibs zum Zweitligaaufsteiger Bristol City.